# دندان نیش

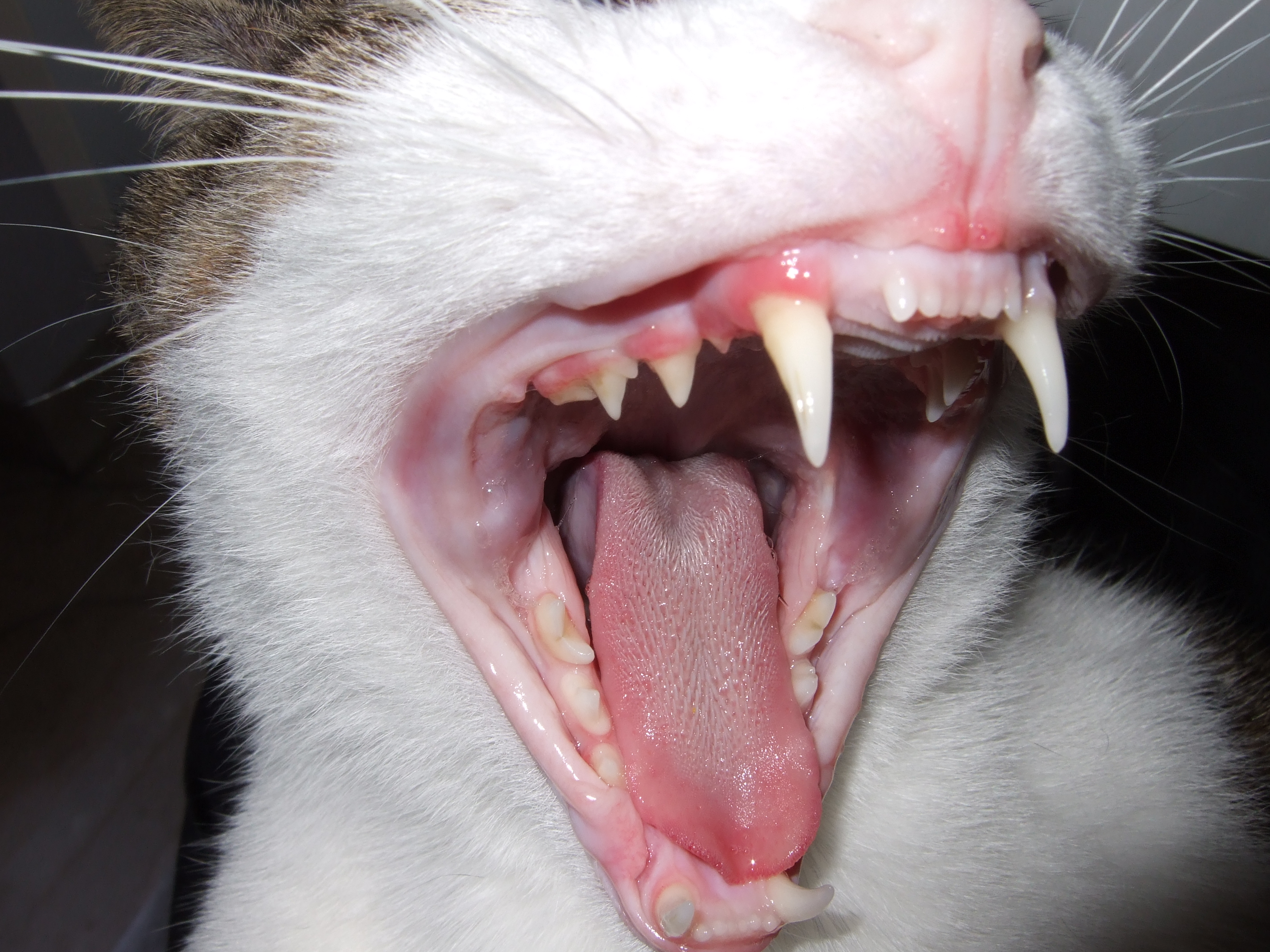
چهار دندان نیش یا نیش یک گربه خانگی. (بزرگ‌ترین دو دندان ردیف بالا و پایین)

دندان نیش (به انگلیسی: Fang) یک دندان بلند و نوک‌تیز است. دندان نیش در پستانداران یک دندان فک بالا اصلاح‌شده‌است که برای گاز گرفتن و پاره کردن گوشت استفاده می‌شود. در مارها، این یک دندان تخصصی است که با غده سمی مرتبط است (به سم مار مراجعه کنید). عنکبوت‌ها همچنین دارای دندان‌های نیش خارجی هستند که بخشی از chelicerae است.
دندان نیش در گوشت‌خواران یا همه‌چیزخواران رایج است، اما برخی از گیاه‌خواران مانند خفاش‌های میوه نیز دارای آن هستند. آنها معمولاً برای نگه داشتن یا کشتن سریع طعمه مانند گربه‌های بزرگ استفاده می‌شوند. جانوران همه‌چیزخوار مانند خرس هنگام شکار ماهی یا طعمه‌های دیگر از دندان نیش خود استفاده می‌کنند اما برای مصرف میوه به آنها نیازی نیست. برخی از میمون‌ها دندان نیش نیز دارند که از آن برای تهدید و جنگ استفاده می‌کنند. با این توضیح، دندان‌های نیش نسبتاً کوتاه انسان، دندان نیش (Fang) به‌شمار نمی‌رود.